# Sławomir Kozłowski
Sławomir Grzegorz Kozłowski (ur. 12 marca 1944 we Włodawie, zm. 26 grudnia 2022) – polski ekonomista, prof. dr hab., dziekan Wydziału Ekonomicznego UMCS, działacz NSZZ „Solidarność”.

## Życiorys
Był absolwentem Uniwersytetu Marii Curie-Skłodowskiej w Lublinie, oraz Wyższej Szkoły Rolniczej w Lublinie, 10 kwietnia 1972 obronił pracę doktorską Aktywizacja zasobów ludzkich a ekonomiczny rozwój regionu, 6 listopada 1975 habilitował się na podstawie pracy zatytułowanej Przesłanki strategii ekonomicznego rozwoju regionu. 18 października 1995 otrzymał tytuł profesora nauk ekonomicznych.
Był profesorem zwyczajnym w Instytucie Ekonomii i Finansów na Wydziale Ekonomicznym Uniwersytetu Marii Curie-Skłodowskiej w Lublinie.

## Odznaczenia i wyróżnienia
- Nagroda Ministra Szkolnictwa Wyższego (dwukrotnie)[1]
- 1979: Złoty Krzyż Zasługi[1]
- 1985: Medal za pomoc więźniom politycznym NSZZ Solidarność[1]